# Jon Richardson
Jon Joel Richardson est un comédien et humoriste anglais né le 26 septembre 1982 à Lancaster dans le comté du Lancashire en (Angleterre). Il est connu notamment pour sa participation à l'émission 8 Out of 10 Cats et pour avoir animé une émission de radio avec Russell Howard.

## Biographie

### Carrière
Jon Richardson commence une carrière de comique après avoir arrêté ses études d'espagnol à l'université de Bristol. Après avoir travaillé un an en tant que cuisinier, il réalise qu'il veut faire du stand-up. Il intègre donc et remporte l'épreuve régionale de l'émission BBC New Talent Comedy Search (« à la recherche de nouveaux talents comiques ») en mai 2003. Il atteint les demi-finales de la compétition Laughing Horse New Act of the Year en 2004.
Sa carrière évolue rapidement au cours de l'année 2004 et il fait partie des six candidats à atteindre la finale du J20 Last Laugh Comedy Search.
Après avoir remporté un succès devant une salle à guichet fermé à Bristol, sa première année en tant que comédien se conclut par un spectacle au Criterion Theatre à Londres. Le jury composé de Jasper Carrott et Dave Spikey est « très impressionné » par l'humoriste.
En 2006, il participe à The Comedy Zone au Festival international d'Édimbourg. S'ensuit une tournée de 60 dates au Royaume-Uni et en Irlande avec Alan Carr. Il fait également une apparition dans l'émission de la Paramount The Comedy Store.
En 2007, avec son premier spectacle solo Spatula Pad, au Edinburgh Fringe Festival, Jon Richardson reçoit une nomination dans la catégorie Best Newcomer (« meilleur nouveau talent ») aux Edinburgh Comedy Awards. 
En 2008, il remporte le prix Best Breakthrough Act aux Chortle Awards et présente son nouveau spectacle Dogmatic au Edinburgh Fringe Festival. Spectacle avec lequel il parcourt le Royaume-Uni pour sa première tournée en solo. Il apparaît en tant que capitaine d'équipe dans l'émission de radio de Simon Mayo Act Your Age sur BBC Radio 4.
Jon anime une émission de radio le dimanche matin pour BBC 6 Music avec son ami humoriste Russell Howard, et présente le programme seul après le départ d'Howard jusqu’au 7 mars 2010.
En 2009, il est nommé pour le prix principal des Edinburgh Comedy Awards avec son spectacle This Guy At Night. La même année, il apparaît dans l'émission Never Mind The Buzzcocks. Il participe également à Have I Got New For You en décembre 2009 et octobre 2010. Il est également l'invité de David Mitchell pour The Bubble. 
Depuis 2008 et jusqu'à aujourd'hui, Jon Richardson participe à l'émission 8 Out of 10 Cats.
Jon Richardson fait ses débuts dans l'émission Fighting Talk pour BBC Radio 5 Live en février 2010. On lui confie également le rôle de conservateur dans la troisième saison de The Museum of Curiosty. Le 21 mars 2010, il présente un programme de trente minutes pour BBC Three sur les comportements compulsifs et les manies, intitulé Different Like Me.
Il monte sur scène régulièrement au Brighton Komedia, The Glee Club, Britol's Comedy Box et Jesters. Il participe également aux festivals de Leeds, Guilford et Bristol et fait partie des têtes d'affiche aux spectacles universitaires pour Off The Kerb et Avalon. 
Il joue également en France, à Barcelone ou en Grèce. En 2010, il apparaît au Melbourne Comedy Festival.
En mai 2011, Jon Richardson remplace Jason Manford en tant que capitaine d'équipe dans l'émission 8 Out of 10 Cats sur Channel 4 pour la 11e saison. Le tournage commence en juin. Il se dit ravi d'avoir la chance de travailler avec Jimmy Carr et Sean Lock. En juin 2011, Richardson publie son premier livre intitulé It's Not Me, It's You!. Plus tard dans l'année, Jon devient un humoriste récurrent dans l'émission Stand Up for the Week sur Channel 4, qui était présenté par Kevin Bridges pour la deuxième saison. Jon prend le rôle de présentateur pour la troisième saison puis quitte l'émission pour la quatrième saison en 2012.
Depuis janvier 2012, il fait des apparitions régulières dans l'émission de Channel 4 8 Out of 10 Cats Does Countdown, où l'on apprend qu'il est incapable de compter jusqu'à 100 en 30 secondes.
Jon Richardson présente en 2012 un documentaire intitulé A Little Bit OCD, dans lequel il étudie la vie de personnes atteintes de TOC et s'inquiète d'être lui aussi atteint ; on apprend qu'il a des symptômes de ce trouble, sans toutefois l'être réellement. Le documentaire remporte le 2013 Mind Award dans la catégorie « documentaire ».
Le 19 novembre 2012, Jon Richardson sort son premier DVD de stand up, Funny Magnet, enregistré à   l'Apollo Theatre (Hammersmith) le 9 septembre 2012. On trouve aussi sur le DVD son passage dans l'émission Live at the Apollo ainsi qu'un commentaire audio avec son colocataire et humoriste Matt Forde.
En décembre 2012, une série en deux parties intitulée The Real Man's Road Trip: Sean & Jon Go West est diffusée sur Channel 4, série dans laquelle Jon Richardson et son collègue d'8 Out of 10 Cats Sean Lock ont voyagé en Louisiane pour découvrir le mode de vie et la culture locale. Le tournage a lieu en septembre 2012.
Jon Richardson travaille des spectacles fin 2013, puis en 2014 il part en tournée pour son nouveau spectacle intitulé Nidiot, qui sort ensuite en DVD. En août 2013, il est tête d'affiche de la scène de comédie du V Festival.
Dans l'émission de Radio 5 Fighting Talk le 11 janvier 2014, Jon Richardson révèle que son pire show avait eu lieu deux mois auparavant au Doncaster Dome. Il explique que les applaudissements du départ se sont progressivement tus.

### Vie privée
Jon Richardson est né et a grandi à Lancaster, dans le Lancashire. Il est allé à la Ryelands Primary School puis à la Lancaster Royal Grammar School. Il va ensuite à l'université de Bristol où il suit les études hispaniques pendant un an et demi, puis quitte l'université pour travailler en tant que chef. Il décide ensuite de se lancer dans une carrière d'humoriste, et vit en colocation avec les humoristes Russell Howard, Mark Olver et John Robins pendant un an à Bristol.
Jon Richardson vit à Swindon pendant cinq ans, puis dans le quartier londonien de Surbiton avec ses collègues humoristes Matt Forde et Danny Buckler. Dans une interview avec le magazine Woman en 2012, il mentionne avoir acheté une maison dans le Lake District.
Jon Richardson s'est marié avec l'humoriste Lucy Beaumont en avril 2015 après l'avoir fréquentée pendant environ deux ans. Leur première fille, Elsie, est née en septembre 2016,.
Jon Richardson a des TOC, ce qui était le sujet de son spectacle à l'Edinburgh Fringe Festival, Spatula Pad.
Jon Richardson est un supporter assidu de Leeds United.
Jon Richardson est végétarien.

## Spectacles présentés à Édimbourg
- 2005 : Big Value Early Show (maître de cérémonie)
- 2006 : The Comedy Zone
- 2007 : Spatula Pad (nommé pour le Best Newcomer Award)
- 2008 : Dogmatic
- 2009 : This Guy at night (nommé pour le prix principal aux Edinburgh Comedy Awards)
- 2010 : GIT (avec Dan Atkinson et Lloyd Langford)
- 2011 : It's Not Me, It's You

## TV et Radio
| Année        | Titres                                       | Notes                                                               |
| ------------ | -------------------------------------------- | ------------------------------------------------------------------- |
|              | After Hours                                  | Documentaire avec Jon Richardson, Mark Olver et Richard Kilby (HTV) |
|              | The Henry Kelly Show                         |                                                                     |
|              | Live at the Comedy Store                     | Enregistré pour Paramount Television                                |
|              | Steve Lamacq's Roundtable                    | BBC 6 Music                                                         |
|              | Most Annoying Pop Moments: We Hate To Love   | BBC Three                                                           |
|              | Comedy Shuffle                               | BBC Three – Dans trois sketches intitulés Fearing The Worst         |
|              | 4 Stands Up                                  | BBC Radio 4                                                         |
|              | Out to Lunch                                 | BBC Radio 2                                                         |
|              | It's Debatable                               | BBC Radio 4 – Pilote                                                |
|              | Never Write Off the Germans                  | BBC Radio 2                                                         |
| 2006–2008    | The Russell Howard Show                      | BBC 6 Music                                                         |
| 2007         | 28 Acts in 28 Minutes                        | BBC Radio 4                                                         |
| 2008–2010    | The Jon Richardson Show                      | BBC 6 Music                                                         |
| 2009         | Michael McIntyre's Comedy Roadshow           | BBC One                                                             |
| 2009         | Walk on the Wild Side                        | BBC One – Voix                                                      |
| 2009–2010    | Never Mind the Buzzcocks                     | BBC Two                                                             |
| 2009–2011    | Have I Got News for You                      | BBC One                                                             |
| 2010         | The Bubble                                   | BBC Two                                                             |
| 2010         | Spicks and Specks                            | ABC                                                                 |
| 2010         | Grouchy Young Men                            | Comedy Central                                                      |
| 2010         | Different Like Me                            | BBC Three                                                           |
| 2010         | The Vote Now Show                            | BBC Radio 4                                                         |
| 2010         | Richard Bacon's Beer & Pizza Club            | ITV4                                                                |
| 2010         | The Museum of Curiosity                      | BBC Radio 4                                                         |
| 2010         | Act Your Age                                 | BBC Radio 4 – Capitaine d'équipe dans tous les épisodes de la série |
| 2010         | 8 Out of 10 Cats                             | Channel 4 – Invité                                                  |
| 2010–2011    | Fighting Talk                                | BBC Radio 5 live – Saisons 7 et 8                                   |
| 2011         | Stand Up for the Week                        | Channel 4 – Saison 2                                                |
| 2011         | The Graham Norton Show                       | BBC One – Saison 9, Épisode 1                                       |
| 2011–2015    | 8 Out of 10 Cats                             | Channel 4 – Capitaine d'équipe                                      |
| 2012–present | 8 Out of 10 Cats Does Countdown              | Channel 4 – Capitaine d'équipe                                      |
| 2012         | Comedy World Cup                             | Channel 4                                                           |
| 2012         | A Little Bit OCD                             | Channel 4                                                           |
| 2012         | The Real Man's Road Trip: Sean & Jon Go West | Channel 4                                                           |
| 2013         | Room 101                                     | BBC One – Invité                                                    |
| 2013         | Would I Lie To You?                          | BBC One – Invité                                                    |
| 2014         | Jon Richardson Grows Up                      | Channel 4                                                           |
| 2016–2017    | The One Show                                 | BBC One – Présentateur invité ; 3 épisodes                          |

## DVD
- Funny Magnets (19 novembre 2012)
- Nidiot Live (2014)